# Évêque équatorial
Amaurospiza aequatorialis
Espèce
L’Évêque équatorial (Amaurospiza aequatorialis) est une espèce de passereaux de la famille des Cardinalidae qui était auparavant placée dans la famille des Thraupidae.

## Répartition
L'espèce vit entre le sud-ouest de la Colombie et le nord du Pérou.

## Taxinomie
À la suite de l'étude scientifique de Bryson et al. (2014), le Congrès ornithologique international (classification version 5.2, 2015), la sous-espèce Amaurospiza concolor aequatorialis devient l'espèce à part entière Amaurospiza aequatorialis.